# Toguna
Pour les articles homonymes, voir Toguna (homonymie).

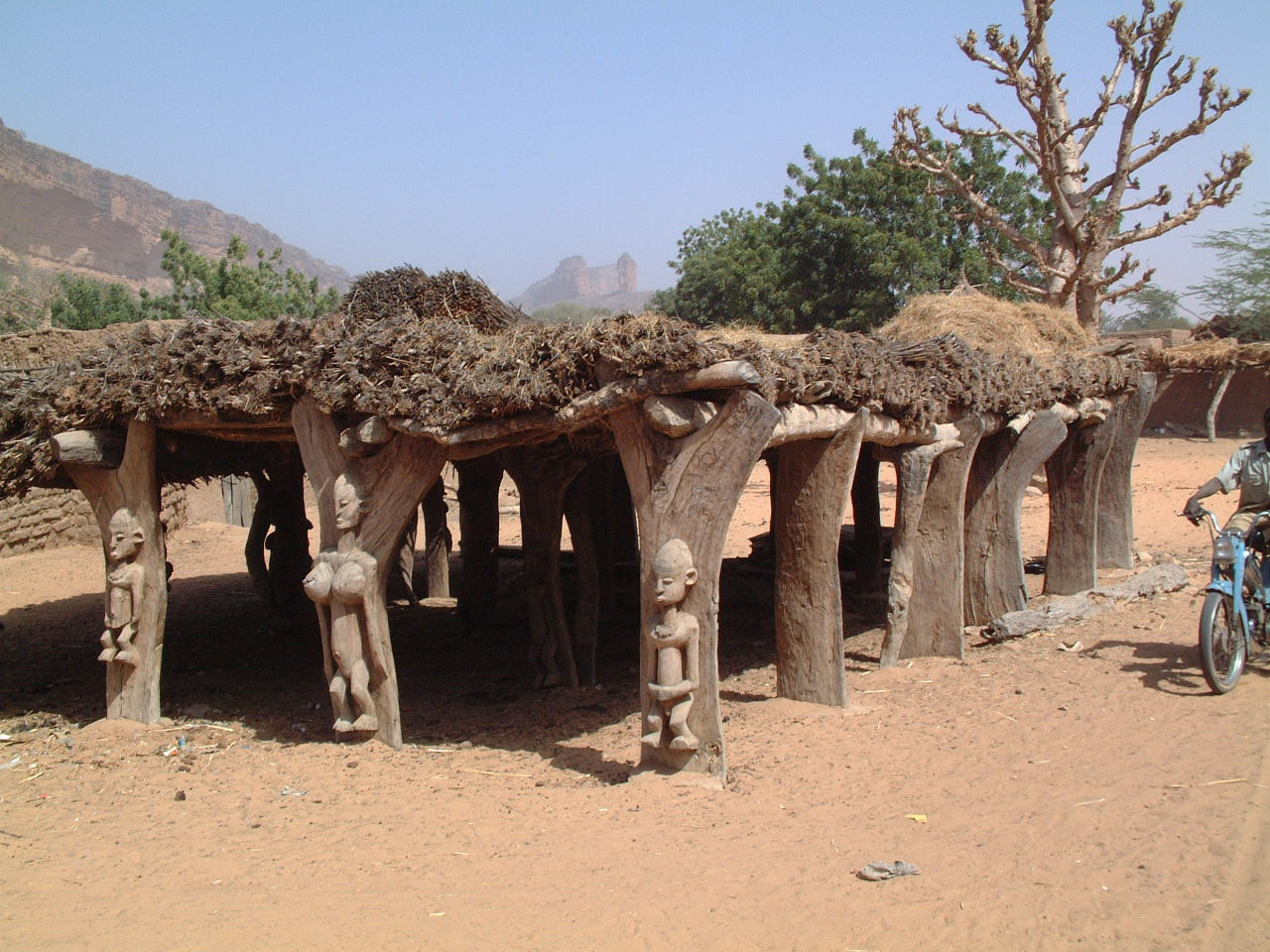
Le toguna du village d'Endé au Pays Dogon

Le toguna, ou togouna, ou shônan, (ou case à palabres) est une construction ouverte érigée en général au centre des villages dogons se trouvant le long de la falaise de Bandiagara. Elles sont d'une hauteur insuffisante pour se tenir en position debout de façon à obliger les participants à s'asseoir. C'est le lieu où les sages du village débattent des problèmes de la communauté ; il peut servir également de lieu pour la justice coutumière. C'est aussi et surtout une zone centrale du village, ombragée, où les vieux du village passent les heures chaudes de la journée en parlant les uns avec les autres.
Le toguna repose souvent, mais pas toujours, sur huit piliers de bois, nombre qui rappelle celui des premiers ancêtres des hommes (quatre couples de jumeaux). Sur ces piliers sont parfois sculptés, comme dans les villages d'Endé et de Kani-Kombolé, des personnages de la mythologie dogon.

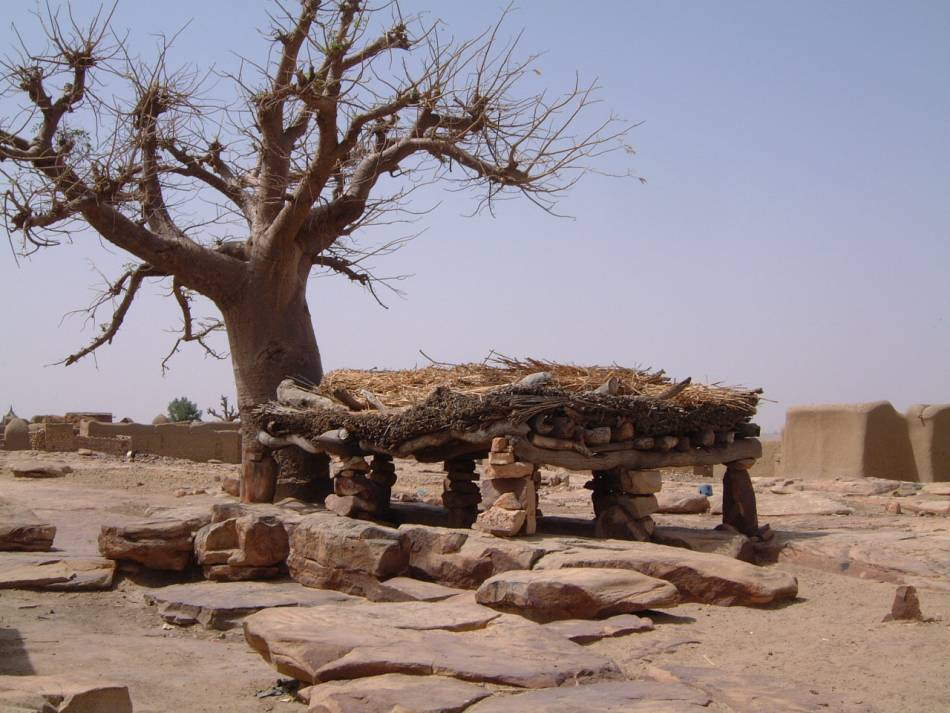
Toguna à Sangha (Mali)
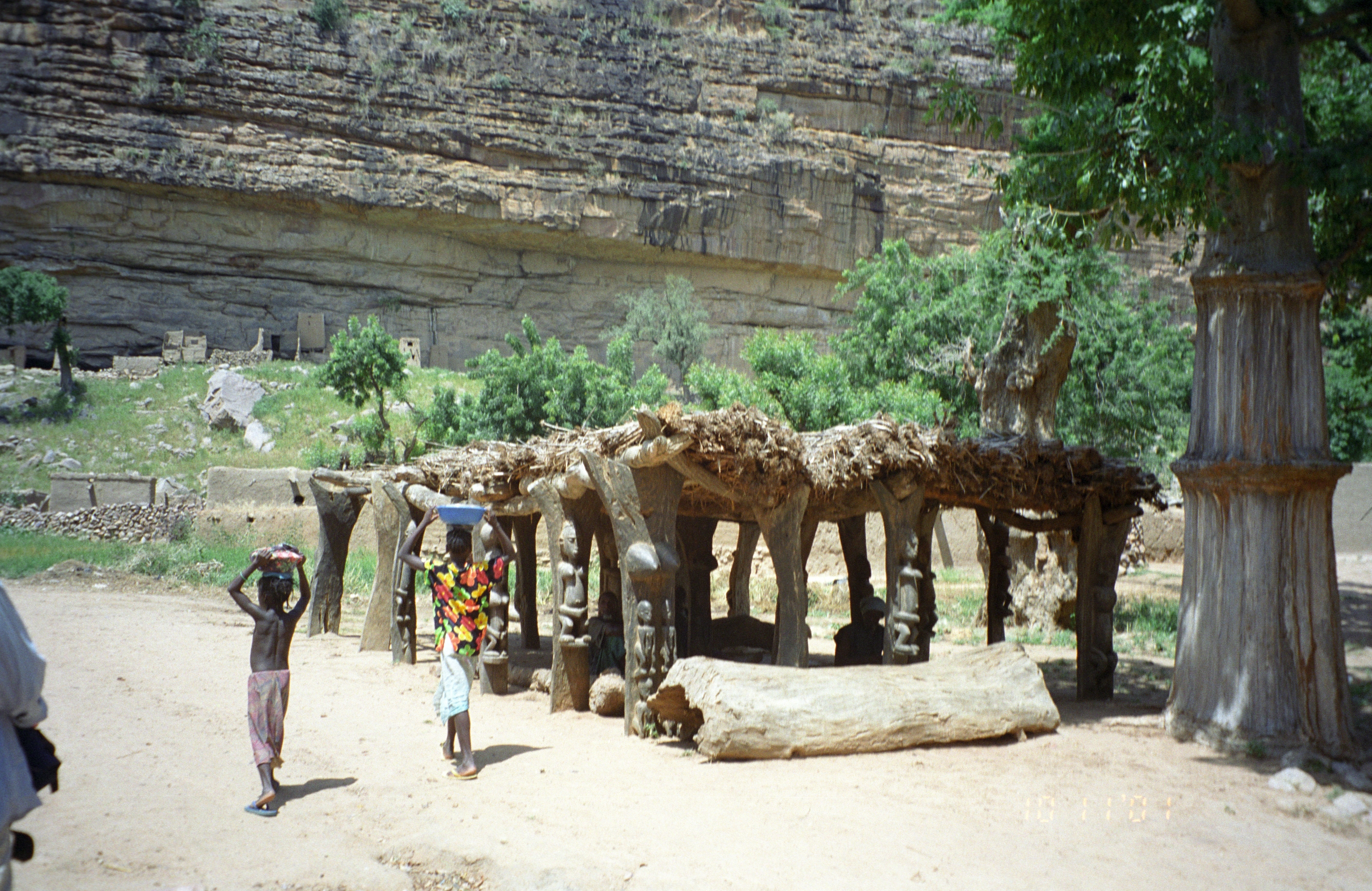
Toguna à Kani-Kombolé, commune de Sangha (Mali)